# Coupe d'Afrique des nations de football 1974
Navigation
Cameroun 1972 Éthiopie 1976
La Coupe d'Afrique des nations de football 1974 a lieu en Égypte entre le 1er et le 14 mars 1974. C'est la deuxième fois que le pays accueille la compétition, après l'édition 1959. La compétition est disputée dans quatre stades de quatre villes différentes (Le Caire, Alexandrie, Damanhur et El Mahalla).
Vingt-sept sélections sont inscrites aux éliminatoires, qui délivrent six billets pour la phase finale, toujours jouée avec huit équipes. Deux d'entre elles sont qualifiées d'office : il s'agit de l'Égypte, pays organisateur et du Congo, vainqueur de l'édition précédente. Les huit qualifiés sont répartis en deux poules de quatre équipes, dont les deux premiers accèdent aux demi-finales. 
C'est le Zaïre, emmené par son attaquant Pierre Ndaye Mulamba auteur de 9 buts, qui remporte le trophée après avoir battu la Zambie lors de la deuxième finale disputée au Caire sur le score de deux buts à zero. La finale a dû être rejouée après s'être terminée sur le score de deux buts partout après prolongations. C'est le deuxième titre de champion d'Afrique pour les Zaïrois, qui avaient été sacrés en 1968, quand leur pays s'appelait République démocratique du Congo surnommé « Congo-Kinshasa ». Quant aux Zambiens, ils parviennent à atteindre la finale du tournoi dès leur première participation, exploit déjà réalisé par le Mali quatre ans plus tôt.
En plus de la Zambie, la sélection de l'île Maurice participe pour la première fois à la compétition, avec toutefois moins de réussite (trois défaites en trois matchs lors du premier tour).

## Tournoi de qualification
.

## Phase finale
Participants
| Pays          | Qualification     | Participations                   |
| ------------- | ----------------- | -------------------------------- |
| Égypte        | Pays organisateur | 5 (1957, 1959, 1962, 1963, 1970) |
| Congo         | Tenant du titre   | 2 (1968, 1972)                   |
| Zaïre         | Tour préliminaire | 4 (1965, 1968, 1970, 1972)       |
| Zambie        | Tour préliminaire | Première participation           |
| Guinée        | Tour préliminaire | 1 (1970)                         |
| Maurice       | Tour préliminaire | Première participation           |
| Ouganda       | Tour préliminaire | 2 (1962, 1968)                   |
| Côte d'Ivoire | Tour préliminaire | 3 (1965, 1968, 1970)             |

### Premier tour

#### Groupe A
| Rang | Équipe        | Pts | J | G | N | P | Bp | Bc | Diff |
| ---- | ------------- | --- | - | - | - | - | -- | -- | ---- |
| 1    | Égypte        | 6   | 3 | 3 | 0 | 0 | 7  | 2  | +5   |
| 2    | Zambie        | 4   | 3 | 2 | 0 | 1 | 3  | 3  | 0    |
| 3    | Ouganda       | 1   | 3 | 0 | 1 | 2 | 3  | 5  | -2   |
| 4    | Côte d'Ivoire | 1   | 3 | 0 | 1 | 2 | 2  | 5  | -3   |

1re journée
| 1er mars 1974 | Égypte                      | 2 - 1 | Ouganda    | Stade Nasser, Le Caire |  |
|               | Abo Greisha 6e · Khalil 52e |       | 28e Mubiru |                        |  |

| 2 mars 1974 | Zambie    | 1 - 0 | Côte d'Ivoire | Stade d'El Mahalla, El Mahalla |
|             | Kaushi 2e |       |               |                                |

2e journée
| 4 mars 1974 | Égypte                                      | 3 - 1 | Zambie      | Stade Nasser, Le Caire |  |
|             | Abdel Azim 4e · Basri 18e · Abo Greisha 52e |       | 10e Chitalu |                        |  |

| 4 mars 1974 | Côte d'Ivoire | 2 - 2 | Ouganda | Stade d'El Mahalla, El Mahalla |  |
|             | Kobinan       |       | Mubiru  |                                |  |

3e journée
| 6 mars 1974 | Égypte                     | 2 - 0 | Côte d'Ivoire | Stade Nasser, Le Caire |
|             | Al Shazly 1re · Khalil 44e |       |               |                        |

| 6 mars 1974 | Zambie | 1 - 0 | Ouganda | Stade d'El Mahalla, El Mahalla |
|             | Kapita |       |         |                                |

#### Groupe B
| Rang | Équipe  | Pts | J | G | N | P | Bp | Bc | Diff |
| ---- | ------- | --- | - | - | - | - | -- | -- | ---- |
| 1    | Congo   | 5   | 3 | 2 | 1 | 0 | 5  | 2  | +3   |
| 2    | Zaïre   | 4   | 3 | 2 | 0 | 1 | 7  | 4  | +3   |
| 3    | Guinée  | 3   | 3 | 1 | 1 | 1 | 4  | 4  | 0    |
| 4    | Maurice | 0   | 3 | 0 | 0 | 3 | 2  | 8  | -6   |

1re journée
| 3 mars 1974 | Zaïre            | 2 - 1 | Guinée       | Ala'ab Damanhour Stadium, Damanhur |  |
|             | Mulamba 18e, 65e |       | 25e B. Sylla |                                    |  |

| 3 mars 1974 | Congo           | 2 - 0 | Maurice | Stade d'Alexandrie, Alexandrie |
|             | Moukila · Lakou |       |         |                                |

2e journée
| 5 mars 1974 | Guinée   | 2 - 1 | Maurice | Ala'ab Damanhour Stadium, Damanhur |  |
|             | M. Sylla |       | Imbert  |                                    |  |

| 5 mars 1974 | Congo                 | 2 - 1 | Zaïre       | Stade d'Alexandrie, Alexandrie |  |
|             | Mbono 70e · Minga 81e |       | Mayanga 25e |                                |  |

3e journée
| 7 mars 1974 | Guinée            | 1 - 1 | Congo      | Stade d'Alexandrie, Alexandrie |  |
|             | Edenté 60e (pen.) |       | 65e Ndomba |                                |  |

| 7 mars 1974 | Zaïre                      | 4 - 1 | Maurice | Ala'ab Damanhour Stadium, Damanhur |  |
|             | Mayanga · Mulamba · Kakoko |       | Imbert  |                                    |  |

### Demi-finales
| 9 mars 1974 | Égypte                            | 2 - 3 | Zaïre                          | Stade Nasser, Le Caire |  |
|             | Mwepu 41e (csc) · Abo Greisha 54e |       | 55e 72e Mulamba · 61e Mantantu |                        |  |

| 9 mars 1974 | Congo           | 2 - 4 | Zambie             | Stade d'Alexandrie, Alexandrie |  |
|             | Ndomba · M'Pelé |       | Chanda · Mapulanga |                                |  |

### Match pour la3eplace
| Entraîneur :   |
| Dettmar Cramer |

| Entraîneur :  |
| Robert Ndoudi |

| Entraîneur :   |
| Dettmar Cramer |

| Entraîneur :  |
| Robert Ndoudi |

### Finale
| Entraîneur :    |
| Blagoja Vidinić |

| Entraîneur : |
| Ante Bušelić |

| Entraîneur :    |
| Blagoja Vidinić |

| Entraîneur : |
| Ante Bušelić |

#### Finale rejouée
| Entraîneur :    |
| Blagoja Vidinić |

| Entraîneur : |
| Ante Bušelić |

| Entraîneur :    |
| Blagoja Vidinić |

| Entraîneur : |
| Ante Bušelić |

### Résumé par équipe
| Équipe        | Matches | Victoires | Nuls | Défaites | BP | BC | Diff. | Progression             |
| ------------- | ------- | --------- | ---- | -------- | -- | -- | ----- | ----------------------- |
| Zaïre         | 6       | 4         | 1    | 1        | 14 | 8  | +6    | Vainqueur               |
| Zambie        | 6       | 3         | 1    | 2        | 9  | 9  | 0     | Finaliste               |
| Égypte        | 5       | 4         | 0    | 1        | 13 | 5  | +8    | Demi-finale (troisième) |
| Congo         | 5       | 2         | 1    | 2        | 7  | 10 | -3    | Demi-finale (quatrième) |
| Guinée        | 3       | 1         | 1    | 1        | 4  | 4  | 0     | Premier Tour            |
| Ouganda       | 3       | 0         | 1    | 2        | 3  | 5  | -2    | Premier Tour            |
| Côte d'Ivoire | 3       | 0         | 1    | 2        | 2  | 5  | -3    | Premier Tour            |
| Maurice       | 3       | 0         | 0    | 3        | 2  | 8  | -6    | Premier Tour            |

## Équipe type de la compétition
| Gardien | Défenseurs | Milieux | Attaquants | Sélectionneur   |
| ------- | ---------- | ------- | ---------- | --------------- |
|         |            |         |            | Blagoje Vidinić |

Blagoje Vidinić

## Meilleurs buteurs
- 9 buts :
  -  Mulamba Ndaye

- 4 buts :
  -  Ali Abo Greisha

- 3 buts :
  -  Bernard Chanda
  -  Stanley Mubiru
  -  Adelard Mayanga Maku